# Loikaw
Loikaw o Loi-kaw (in birmano: လ္ဝုိင္‌ေကာ္‌မ္ရုိ့; MLCTS: lwing kaw mrui.) con una popolazione di 51 249 abitanti secondo il censimento del 2014 è la capitale dello stato Kayah della Birmania (Myanmar) oltre ad esserne l'unico centro di rilievo.
Si trova vicino al confine settentrionale dello stato, ad un'altezza di circa 1200 metri sopra il livello del mare. Gli abitanti sono principalmente Karenni (o Kayah) con minoranze Bamar e Karen.
La più grande centrale idroelettrica della Birmania si trova a 20 km a est di Loikaw, alle cascate di Lawpita.